# Het Hooghuis locatie TBL

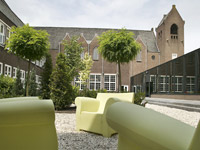
Binnenplaats van het Hooghuis TBL

Locatie TBL (Titus Brandsmalyceum) van Het Hooghuis is een school voor voortgezet onderwijs in de onderwijssoorten havo en vwo in Oss. Binnen het vwo worden de opleidingen atheneum en gymnasium aangeboden.

## Geschiedenis

### 1923: Oprichting Carmelcollege

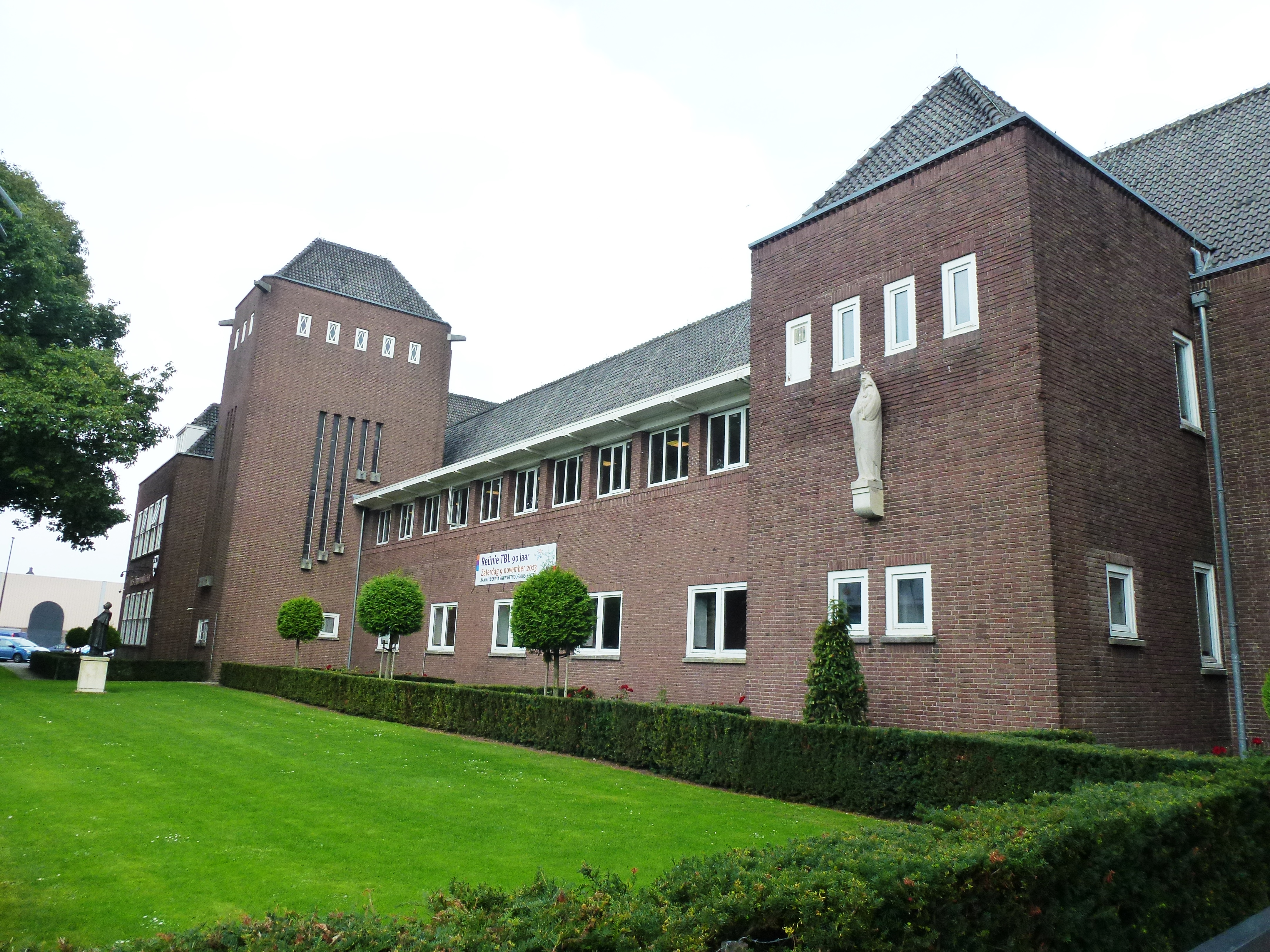
Titus Brandsma Lyceum

De school werd in september 1923 opgericht onder de naam 'Carmelcollege' door de paters Karmelieten nadat eerdere pogingen om een hbs op te richten mislukt waren. Overkoepelende organisatie is tot op heden de Stichting Carmelcollege.
De paters hadden in 1919 in opdracht van de Osse afdeling middenstandsvereniging 'De Hanze' de Handelsdagschool opgericht als voortzetting van de in 1908 door de vereniging gestichte handelscursus. Nadat het bestuur Carmelcollege in mei 1922 opgericht was, werd de Handelsdagschool in datzelfde jaar overgedragen aan de paters. De school werd gevestigd in Villa Josina aan de Molenstraat op de plaats van het huidige schoolgebouw. De villa was aan de paters nagelaten door de erfenis van Jan Jurgens (Oss, 1835- aldaar 1913, zoon van Anton Jurgens) met de bedoeling dat het een schoolgebouw werd. In de villa woonde Jan Jurgens, tot zijn dood. Het huis was genoemd naar zijn vrouw Josina Jurgens-Jansen (1850 - 1903). Naast de villa lag een fraaie tuin. De paters gebruikten de villa vanaf april 1921 tevens als openbare leeszaal. wat later zou uitgroeien tot de Openbare Bibliotheek Oss, de huidige Noord Oost Brabantse Bibliotheken.
De school begon met de opleiding hbs-b die nauw verbonden was met de al bestaande Handelsdagschool en was alleen toegankelijk voor jongens. Al na het eerste jaar werden de opleidingen gesplitst en in 1926 werd de Handelsdagschool opgeheven. Tussen eind 1926 en april 1928 werd een nieuw schoolgebouw (het huidige markante oude gebouw aan de Molenstraat) in de tuin van de villa gebouwd. Op 16 juli 1928 is het gebouw gewijd door monseigneur Constant Jurgens, een zoon van Jan Jurgens. In 1953 is de villa gesloopt en is ongeveer op die plaats de studiezaal gebouwd.
In de beginperiode waren de meeste leraren paters Karmeliet. Er waren slechts enkele leken als leraar aan de school verbonden. Het hele schoolbestuur en de gehele dagelijkse leiding bestond uit paters Karmelieten. De katholieke identiteit drukte een groot stempel op het dagelijkse leven van de school. De school had ook een eigen kapel, waar regelmatig missen voor de leerlingen en leraren werden opgedragen.
Titus Brandsma, die initiatiefnemer was voor de oprichting van de school in 1923 heeft in datzelfde jaar tevens het initiatief genomen voor oprichting van het Twents Carmel Lyceum in Oldenzaal.

### 1940-1945: De Tweede Wereldoorlog

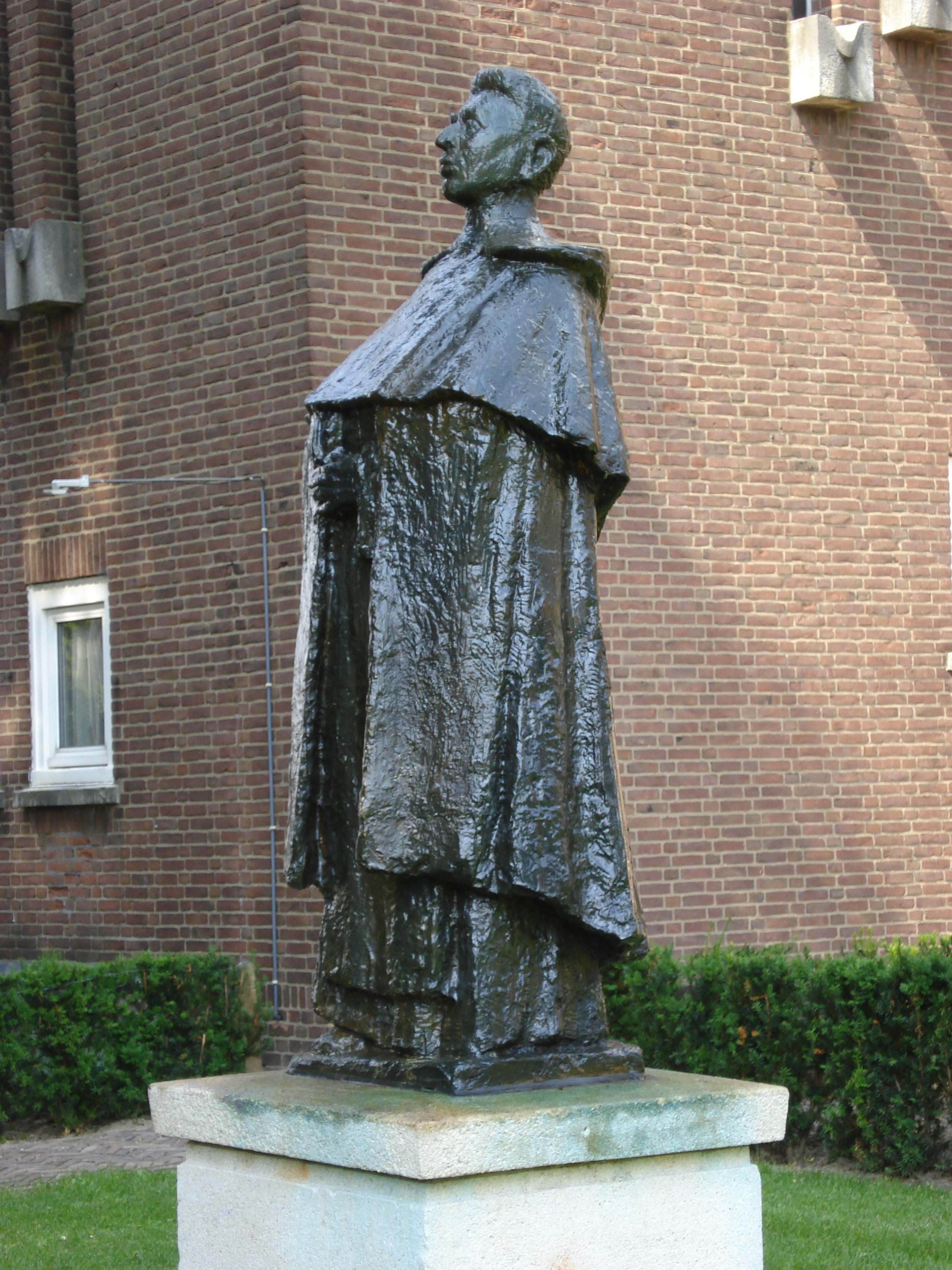
Standbeeld van Titus Brandsma op schoolgrond

In 1940 werd het Carmelcollege uitgebreid met een hbs-a afdeling; hier lag de nadruk meer op de talen, aardrijkskunde en geschiedenis, en handelswetenschappen. Ook deze afdeling was alleen toegankelijk voor jongens. Pogingen om ook meisjes op de school toe te laten werden door de toenmalige bisschop van 's-Hertogenbosch, Arnold Diepen, geblokkeerd.
Gedurende de Tweede Wereldoorlog werd het reguliere schoolleven aanvankelijk voortgezet. Regelmatig werden er stamppot en soep gekookt op school, zodat de leerlingen konden aansterken. De stamppot en soep konden worden gehaald bij de fabriek van Zwanenberg. Kolenschaarste leidde enige malen tot verlengde vakantie.
Gedurende en voor de gevechtsperiode in mei 1940 werden er enkele ruimten gevorderd waar Nederlandse militairen werden ondergebracht.
In februari 1944 werd de gymnastiekzaal in beslag genomen door de Duitse bezetters en ingezet als tijdelijk ziekenhuis. Vanaf eind september 1944 werden in de school evacués ingekwartierd uit de Ooijpolder, waaronder Persingen. Toen deze in november vertrokken, werd de gehele school in beslag genomen door geallieerde soldaten. De lessen werden daarom gedeeltelijk in andere gebouwen gegeven. Pas in september 1945 konden de lessen weer in het schoolgebouw gegeven worden.

### 1947-1968: Toevoeging gymnasium en naamsverandering
Na de oorlog kreeg de school in 1947 naast de hbs-a en -b ook een gymnasium-a en -b. Oss had inmiddels meer dan twintigduizend inwoners en dan mocht een gemeente een openbaar gymnasium oprichten; de gemeente gaf deze taak echter aan de Karmelieten, zodat ook het gymnasium een katholieke identiteit kreeg.
Opnieuw was bij de start een subsidie van de gemeente nodig: Het ministerie gaf wel toestemming om in 1947 met de gymnasiumafdeling te beginnen, maar gaf pas subsidie vanaf 1948; de gemeente gaf voor het overgangsjaar subsidie. In september 1948 ging het Lyceum officieel van start, en kreeg de naam 'Titus Brandsmalyceum'. De school had 245 leerlingen. De eerste examens gymnasium waren in mei 1952.
Meisjes konden in Oss tot 1947 alleen mulo-onderwijs volgen; voor gymnasium (of hbs) moesten ze naar Nijmegen of 's-Hertogenbosch. De Zusters van Liefde die in Oss al lager onderwijs en mulo-onderwijs hadden, vroegen in 1946 de Stichting Carmelcollege een afdeling hbs voor meisjes op te richten. Dat leidde tot uitgebreid overleg; immers, de meisjes moesten dan wél in een aparte klas geplaatst worden (daar stond de bisschop Wilhelmus Mutsaerts op). De gemeente kon de kosten van extra klassen niet betalen. Daarom stichtten de zusters in 1947 als eerste stap een middelbare meisjesschool (mms), waaruit het Maaslandcollege is ontstaan.
Meisjes die wilden doorstuderen aan de universiteit waren nog steeds aangewezen op gymnasia in Den Bosch of Nijmegen. Uiteindelijk werden de eerste meisjes toegelaten op het Osse gymnasium in 1952. Dit vroeg aan het TBL enige aanpassingen: zo waren gemengde pauzes volstrekt niet toegestaan. Hierop werd door een pater streng toezicht gehouden. Overigens waren er in het eerste jaar nog niet zoveel meisjes op het gymnasium: 4 in de tweede klas en 8 in de derde klas. Pas in 1963 werden er ook meisjes toegelaten op de hbs.

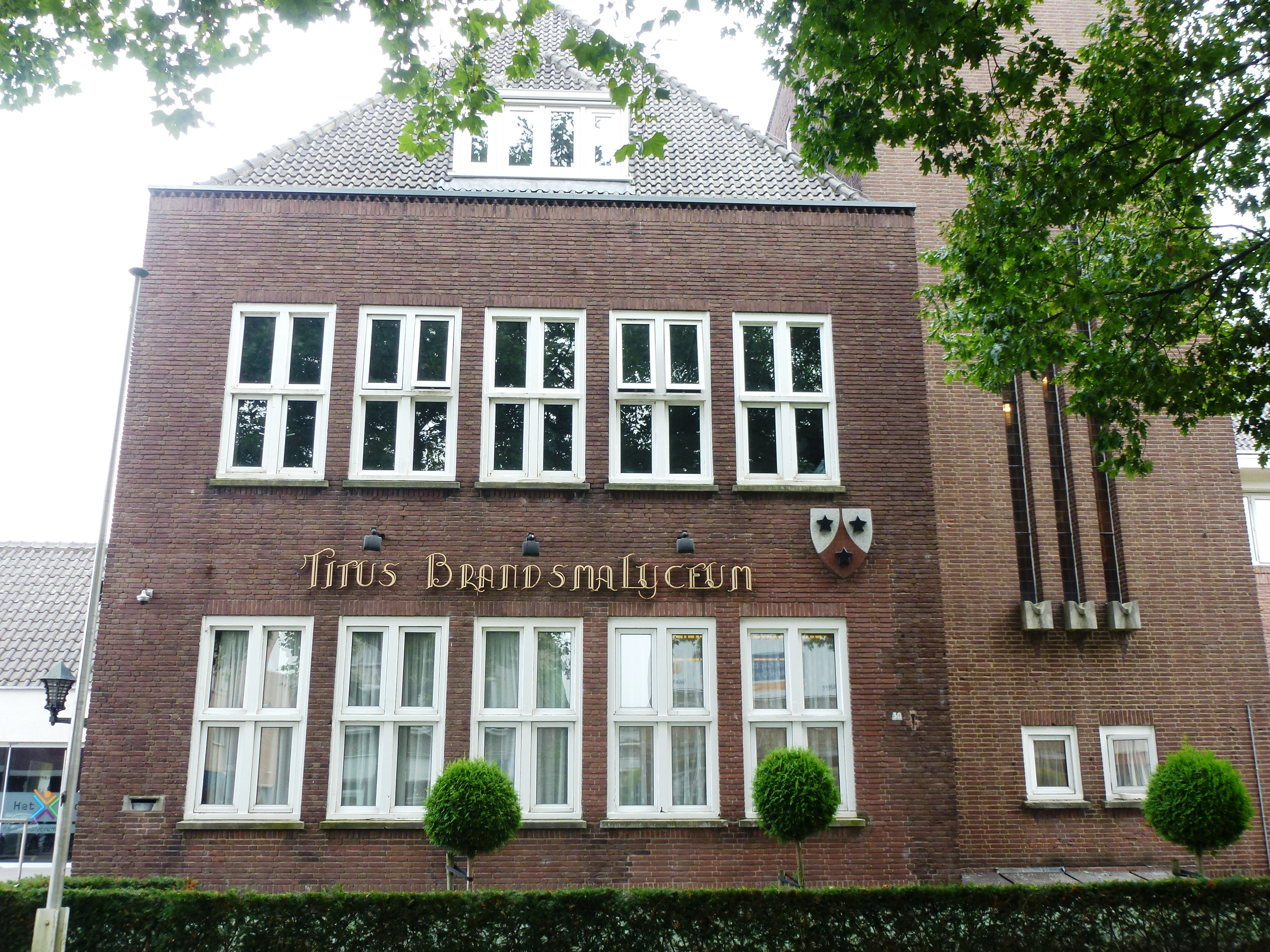

### 1968-2000: Fusie en jubileum
In 1968 werd de structuur van het lyceum grondig veranderd. In plaats van de hbs en het "oude" gymnasium kwamen havo, atheneum en gymnasium. Door de fusie met de Dr. Edith Stein MAVO werd op 1 augustus 1991 een mavo-afdeling aan deze locatie toegevoegd.
In 1998 vierde de locatie, toen nog een zelfstandige school, haar vijfenzeventigjarig jubileum.

### Vanaf 2000: Onderdeel van het Hooghuis
Sinds 1 augustus 2000 maakt het TBL onderdeel uit van Het Hooghuis, een nieuwe scholengemeenschap in de regio Oss. De persoon van Titus Brandsma was voor de school van zo grote waarde dat bij de fusie de naam 'Titus Brandsmalyceum' (afgekort: TBL) als locatienaam gehandhaafd bleef.
Als gevolg van de fusie verdween de afdeling vmbo-t van de locatie TBL. In schooljaar 2000-2001 is een start gemaakt met de havo-instapklas voor de leerlingen die mogelijk havo kunnen gaan doen.
In het schooljaar 2005-2006 is het TBL gestart in de brugklas havo/vwo met 'Expeditie TBL'. In plaats van vakken, krijgt een leerling vier leergebieden. Het doel: een leerling moet verbanden gaan zien tussen de vakken in een bepaald leergebied.
In het schooljaar 2006-2007 werd de reguliere tweejarige brugklas iets aangepast en ging verder onder de naam 'HouVast TBL'. De leerlingen krijgen in tegenstelling tot de Expeditie TBL'ers wel een gewoon vakaanbod. Het doel is om leerlingen twee jaar de mogelijkheid te geven hun niveau te tonen, waarna een keuze wordt gemaakt voor klas 3 atheneum of klas 3 havo.
Op 9 november 2013 wordt het negentigjarig bestaan van het Titus Brandsma Lyceum gevierd met diverse evenementen, waaronder een door oud-leerlingen georganiseerde reünie.
Van 8 tot en met 13 november 2013 wordt in samenwerking met Het Hooghuis en Stichting Oss Cultureel de musical "Titus", over het leven van Titus Brandsma, gespeeld in theater de Lievekamp in Oss. Hierin speelt Ton Sieben de rol van Titus en Vajèn van den Bosch de rol van jonge Titia.